# Хайме Гарсія (вершник)
Хайме Гарсія (ісп. Jaime García, 3 жовтня 1910 — 16 травня 1959) — іспанський вершник.
Срібний призер Олімпійських Ігор 1948 року в командному конкурі.